# Diogmites intactus
Diogmites intactus là một loài ruồi trong họ Asilidae. Diogmites intactus được Wiedemann miêu tả năm 1828. Loài này phân bố ở vùng Tân nhiệt đới.